# Méditation
Méditation (meditasjɔ̃) è un intermezzo sinfonico dall'opera Thaïs del compositore francese Jules Massenet. Il pezzo è scritto per violino solista e orchestra. L'opera è stata presentata in anteprima all'Opéra Garnier di Parigi il 16 marzo 1894.

## Descrizione
Méditation è un intermezzo sinfonico eseguito tra le scene del secondo atto dell'opera Thaïs. Nella prima scena del secondo atto Athanaël, un monaco cenobita, affronta Thaïs, una bella ed edonista cortigiana devota di Venere, tentando di convincerla a lasciare la sua vita di lussuria e piacere per trovare la salvezza attraverso Dio. È durante il periodo di riflessione successivo all'incontro che l'orchestra esegue Méditation. Nella seconda scena dell'Atto II, in seguito a Méditation, Thaïs dice ad Athanaël che lo seguirà nel deserto.
Il pezzo è in Re maggiore e dura circa cinque minuti (esistono alcune interpretazioni che allungano il brano a oltre sei minuti). Massenet potrebbe anche aver scritto il pezzo con intenzioni religiose; la notazione del tempo è Andante religioso, a significare la sua intenzione che dovrebbe essere suonata religiosamente (il che potrebbe significare o rigorosamente nel tempo o letteralmente con un'emozione fondata sulla religione) e al ritmo del camminare, o intorno ai 60 BPM. Il brano si apre con una breve introduzione delle arpe, con il violino solista che entra rapidamente con il motivo. Dopo che il violino ha eseguito due volte la melodia, il brano entra in una sezione indicata con animato, diventando gradualmente sempre più passionale (Massenet ha scritto poco a poco appassionato). Il culmine si raggiunge in un punto segnato poco più appassionato e quindi è seguito da un breve passaggio, simile ad una cadenza, eseguito dal solista tornando poi al tema principale. Dopo che il tema è stato riproposto due volte, il solista si unisce all'orchestra mentre suona le armoniche nel registro superiore, mentre le arpe e gli archi suonano più silenziosamente sotto la linea del solista.

## Orchestrazione
Il brano richiede violino solista, due flauti, due oboi, corno inglese, clarinetto, clarinetto basso, fagotto, contrabbasso, due corni, coro SATB, due arpe e archi. La parte del violino solista è generalmente affidata al primo violino dell'orchestra in un'opera lirica, o da un solista in piedi davanti all'orchestra in sede di concerto. Per il coro SATB Massenet ha indicato che deve essere cantato dall'intero coro da dietro il sipario nell'opera lirica e da quattro a otto solisti seduti tra l'orchestra in un'esecuzione da concerto.

## Interpreti e adattamenti
Méditation da Thaïs è considerata uno dei grandi pezzi da bis; solisti di violino di livello mondiale come Anne Akiko Meyers, Joshua Bell, Sarah Chang, Anne-Sophie Mutter, Itzhak Perlman, David Garrett e Maxim Vengerov hanno eseguito il brano come solisti con le principali orchestre di tutto il mondo. Méditation è stato trascritto per violino e pianoforte e anche per altri strumenti. Il violoncellista Yo-Yo Ma e la pianista Kathryn Stott hanno registrato una versione per violoncello e pianoforte di Jules Delsart; il flautista James Galway, l'eufonista Adam Frey e il trombettista Sergei Nakariakov hanno anche eseguito e registrato versioni separate sui rispettivi strumenti, ciascuno con accompagnamento orchestrale. Il jazzista di sassofono basso Adrian Rollini ha citato le battute iniziali della melodia in una registrazione del 1925 dei Milenburg Joys con il Varsity Eight, sebbene lo abbia suonato in chiave di re maggiore, un semitono inferiore alla composizione originale.

## Coreografia
Il coreografo britannico Frederick Ashton ha creato un balletto con un pas de deux da Méditation. Presentato in anteprima il 21 marzo 1971, il pezzo è stato creato per Antoinette Sibley e Anthony Dowell del Royal Ballet ed eseguito al Teatro Adelphi come parte di uno spettacolo di gala. Il pezzo non è legato alla trama dell'opera, ma ricorda una scena di visione, con Sibley che assomiglia a "uno spirito privo di corpo e privo di peso" e presenta costumi di Dowell. Fu così ben accolto alla sua prima esibizione che Ashton dovette annunciare un bis immediato e Marie Rambert lo considerò uno dei tre capolavori di Ashton (insieme a Symphonic Variations e La fille mal gardée). C'è una registrazione del pezzo che è stato mostrato alla BBC Television e il pas de deux è stato presentato nella proiezione cinematografica internazionale The Royal Ballet Dances Frederick Ashton della Royal Opera House nel 2013.

## Incisioni di spicco
- 1985 – Ivry Gitlis – Shigeo Neriki – EMI Classics
- 1993 - Anne Akiko Meyers - Philharmonia Orchestra - RCA Red Seal
- 1993 – Anne-Sophie Mutter – Vienna Philharmonic – Deutsche Grammophon
- 1996 – James Galway – National Philharmonic Orchestra – RCA
- 1999 – Linda Brava – John Lenehan – EMI Classics
- 2001 – Maxim Vengerov, Vag Papian – EMI
- 2002 – Sarah Chang – Berliner Philharmonic – EMI
- 2003 – Yo-Yo Ma, Kathryn Stott – EMI
- 2004 – Joshua Bell – Royal Philharmonic Orchestra – Decca
- 2009 – Nicola Benedetti – London Symphony Orchestra – Decca